# Mazda RX-3
La Mazda RX-3 est une automobile commercialisée par le constructeur japonais Mazda entre 1971 et 1978.

## Aspects techniques
Elle possède un moteur à piston rotatif birotor,.